# Gstaad
Gstaad (/kʃtaːt/) est un village de la commune suisse de Saanen (en français : Gessenay), située dans le canton de Berne. 
C'est une station de ski et un lieu de villégiature huppé fréquentés par l'élite internationale du monde des affaires et du spectacle (« jet set »).

## Histoire
Au Moyen-Âge, la ville faisait partie du district de Saanen (Gessenay), rattaché au comté savoyard de la Gruyère. Elle s’est développée à un carrefour stratégique entre les routes valaisannes et vaudoises.
À partir du XIXe siècle, le village devient un lieu de tourisme.

## Géographie

### Relief
Gstaad est situé à 1 050 mètres.

### Structure urbaine
Le village a deux lieux de culte : le temple protestant dans la rue principale et l'église catholique, consacrée à Saint-Joseph, à proximité.
Depuis 1998, les rues du centre sont devenues piétonnières.

### Transports et communications
Gstaad est desservie par :
- l'aérodrome de Saanen ;
- la ligne ferroviaire MOB Montreux-Zweisimmen en gare de Gstaad ;
- l'autoroute A12 (Vevey-Fribourg-Berne)  4 (Bulle) Bulle via Château-d'Œx ;
- l'autoroute A6 (Lyss-Berne-Thoune)  19 (Wimmis) via Zweisimmen ;
- les lignes de la compagnie suisse d'autocars CarPostal.

## La station touristique

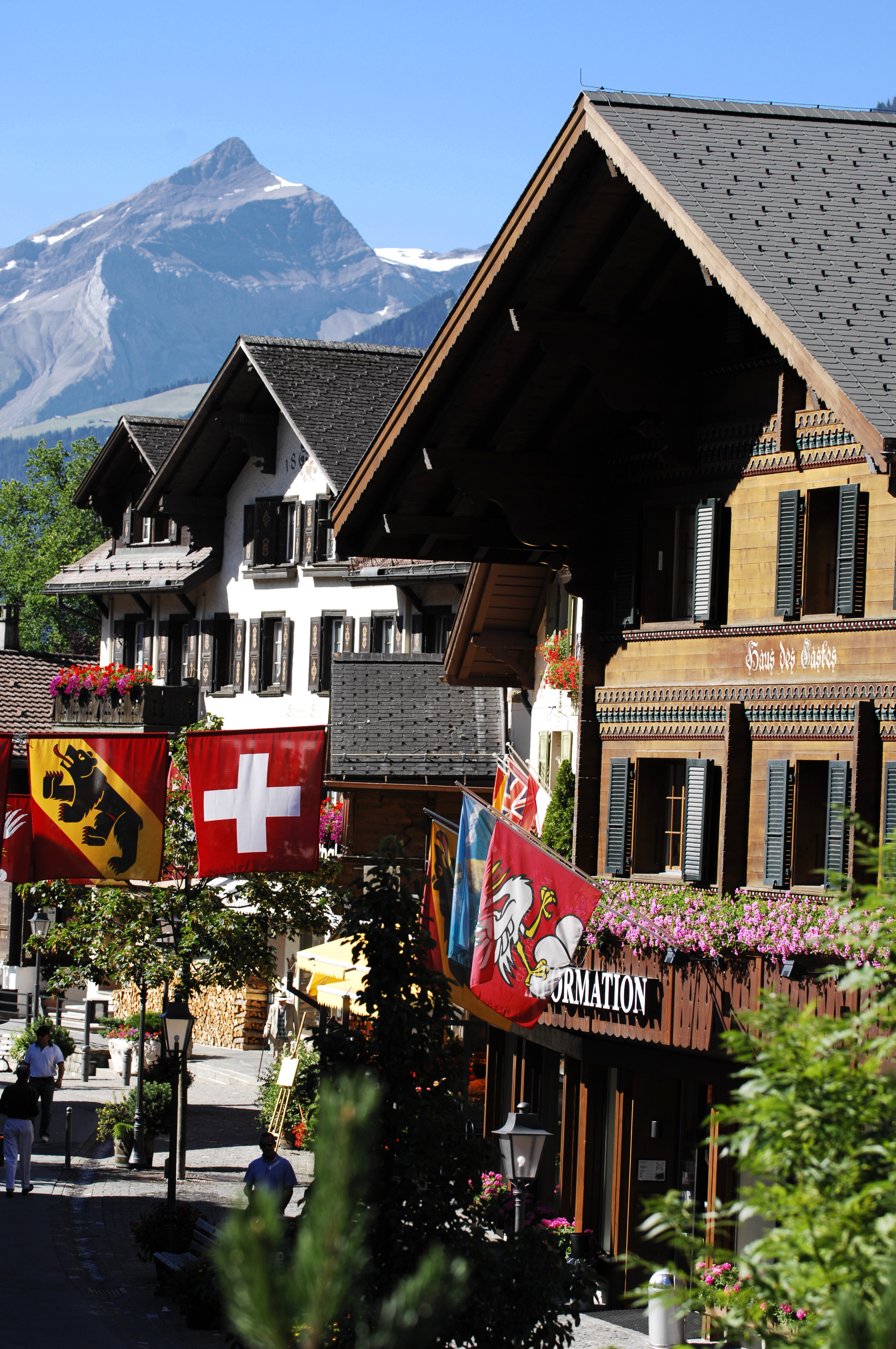
Promenade Gstaad

### Une station de l'élite fortunée
Station fréquentée par l'élite internationale du monde des affaires, du spectacle et du sport, Gstaad compte plusieurs hôtels de luxe avec des restaurants étoilés : Alpina Gstaad, Gstaad Palace, Grand Hotel Park, Grand Bellevue, Ultima Gstaad. 
S'y trouvent de nombreuses boutiques de haute-couture (Louis Vuitton, Hermès …) ou de joaillerie (Cartier …) ainsi que plusieurs banques internationales. 
Les prix de l'immobilier y sont très élevés avec un prix moyen de 16 000 francs du mètre carré pour un appartement et 17 000 francs pour un chalet. Plusieurs chalets servant de résidences secondaires à des familles fortunées ont été conçus par des architectes de renom.

### Les domaines skiables
Gstaad se trouve dans un domaine skiable discontinu de basse et moyenne altitude — à l'exception de la partie Glacier 3000 — qui comprend les pistes de ski de plusieurs sous-domaines reliés entre eux par la route, pour certains aussi skis aux pieds :
- le domaine le plus vaste est à Zweisimmen (à 16 km au nord-est de Gstaad), relié skis aux pieds avec Sankt Stephan, Saanenmöser et Schönried, pour arriver jusqu'à 6 km au nord de Gstaad pour certaines pistes ;
- Rellerli est situé à 6 km au nord de Gstaad. Le départ de la remontée mécanique principale s'effectue de l'autre côté de la route qui rejoint Zweisimmen. Ce domaine fait face à la partie la plus excentrée du domaine de Zweisimmen.
- Château-d'Œx est situé à 15 km à l'ouest de Gstaad ;
- Glacier 3000 est situé à 18 km au sud-ouest de Gstaad, sur la station des Diablerets, au niveau du col du Pillon. Sur le versant bernois du col, un téléphérique rejoint ce domaine depuis le village de Reusch ;
- Gsteig est le plus petit sous-domaine, situé à 10 km de Gstaad, le long de la route menant de Gstaad à Glacier 3000. Du fait de sa proximité avec le glacier, le cadre environnant est nettement plus alpin. Il comporte un unique téléski, et deux courtes pistes - 1 rouge et 1 bleue, accessibles depuis le petit parking du camping.
- Lauenen est un petit sous-domaine, situé à 7 km au sud-est de Gstaad. Il est équipé d'un téléski qui dessert deux pistes.

## Événements sportifs et culturels récurrents
Plusieurs événements internationaux se déroulent tous les ans à Gstaad :

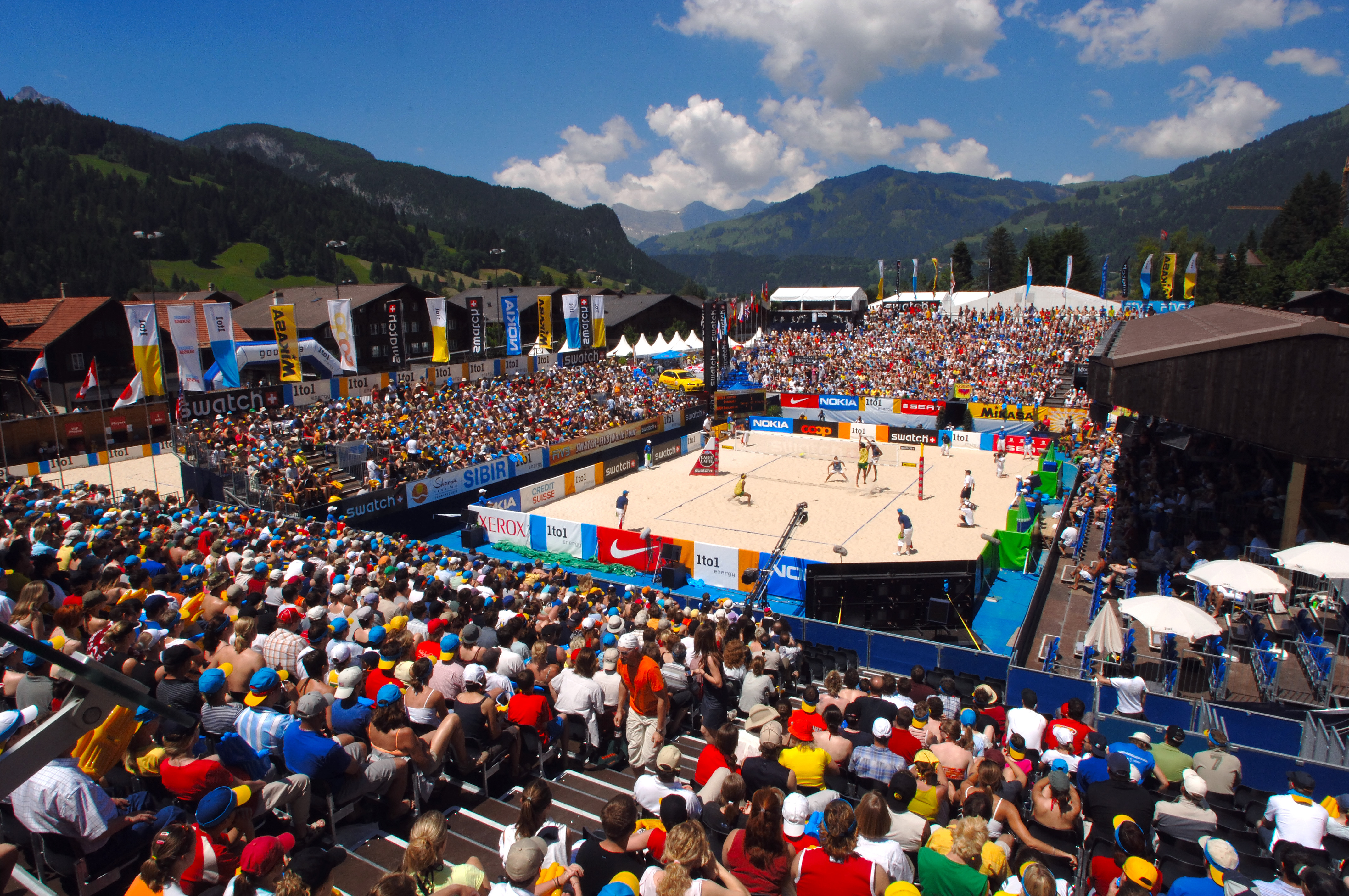
Tournoi de beachvolley à Gstaad

- « Les Sommets musicaux de Gstaad », festival de musique classique en hiver[9] ;
- « FIVB Beach Volleyball SWATCH World Tour - 1to1 energy Grand Slam », tournoi de beachvolley ;
- « J. Safra Sarasin Swiss Open Gstaad », tournoi international masculin de tennis ;
- « Ladies Championship Gstaad », tournoi international féminin de tennis ;
- « Hublot Polo Gold Cup », Le tournoi de polo ;
- « Le Menuhin Festival Gstaad », festival de musique classique en été ;
- La « Country Night Gstaad » ;
- Le « New Year Musique Festival de Gstaad » organisé par la princesse Caroline Murat ;
- La « Gstaad Promenade Party » en septembre ;
- La Gstaad Classic, voitures anciennes ;
- La semaine du Rosey en février, rendez-vous des grandes fortunes internationales ;
- Le Bergkönig, course de vélos vintage se déroulant fin août ;
- La Glacier 3000 Run, course de montagne[10].

## Personnalités liées au village
- Dans son roman Un dimanche à la montagne, l’écrivain Daniel de Roulet avoue qu’il a incendié le chalet d’Axel Springer à Gstaad, le 5 janvier 1975[11].
- En fuite pour échapper à une peine de dix ans de prison pour crime contre l'humanité, l'ancien ministre français Maurice Papon a été arrêté dans un hôtel de Gstaad le 21 octobre 1999[12].
- Tatiana Santo Domingo et Andrea Casiraghi, fils de la princesse Caroline de Monaco, se sont mariés religieusement à Gstaad le 1er février 2014[13].
- Frieda Hauswirth (1886-1974) est une écrivaine, peintre et féministe suisse.

## Gstaad au cinéma et à la télévision
- La première scène du film OSS 117 : Rio ne répond plus se déroule à Gstaad.
- L'épisode 8 de la saison 4 (« Chuck Versus The Fear Of Death ») de la série américaine Chuck a Gstaad comme décor.
- Le film Le Retour de la panthère rose (1975) de Blake Edwards avec Peter Sellers dans le rôle de l'inspecteur Clouseau se déroule en partie à Gstaad.
- Le film Snowboarder est également tourné à Gstaad.
- L'épisode 1 de la saison 2 (Swiss Miss) de la série d'animation américaine Archer se déroule à Gstaad.

## Galerie

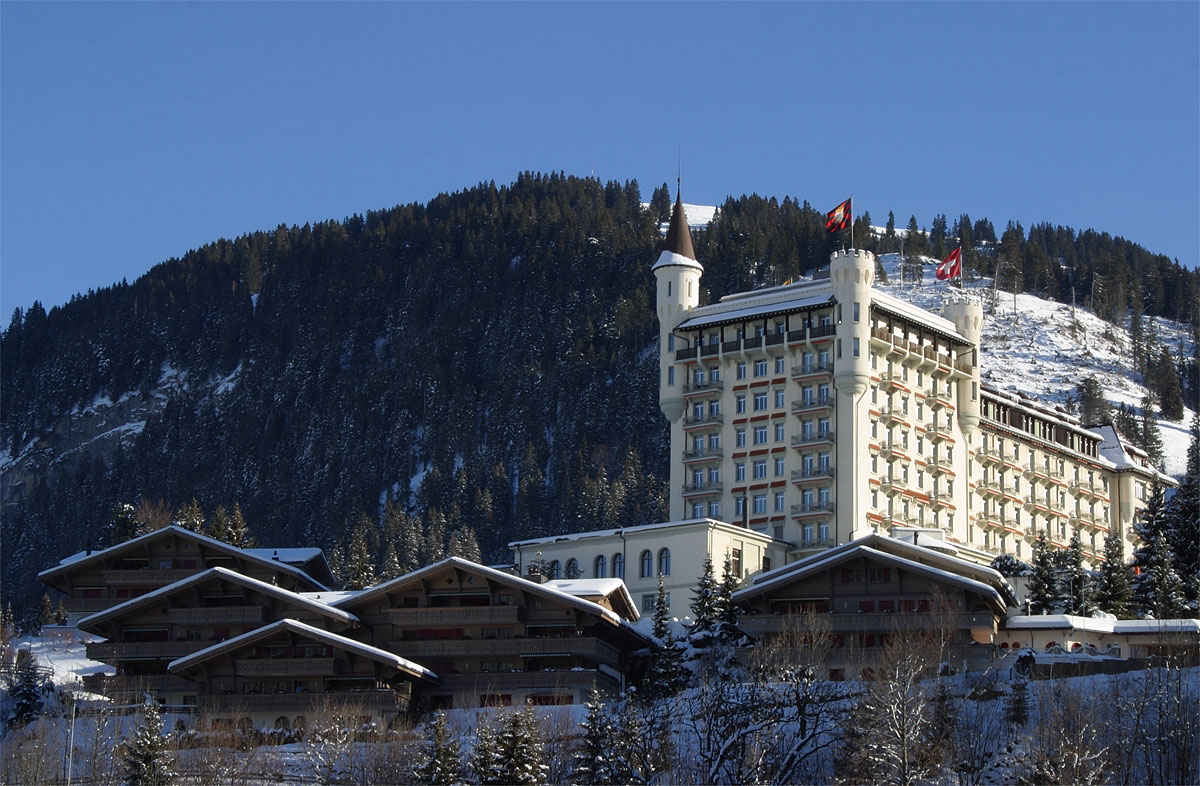
L'hôtel Gstaad Palace
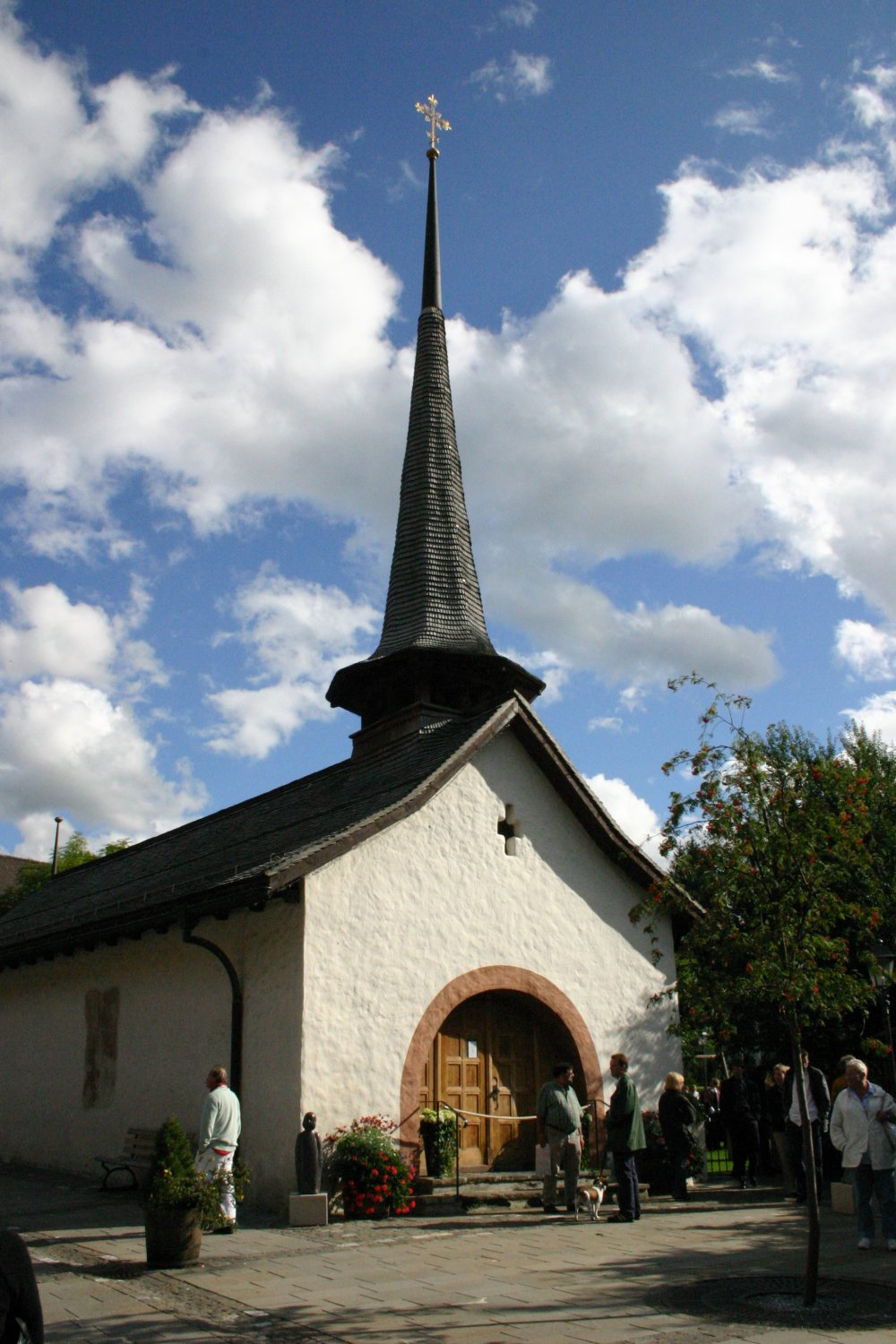
L'église protestante Saint-Nicolas
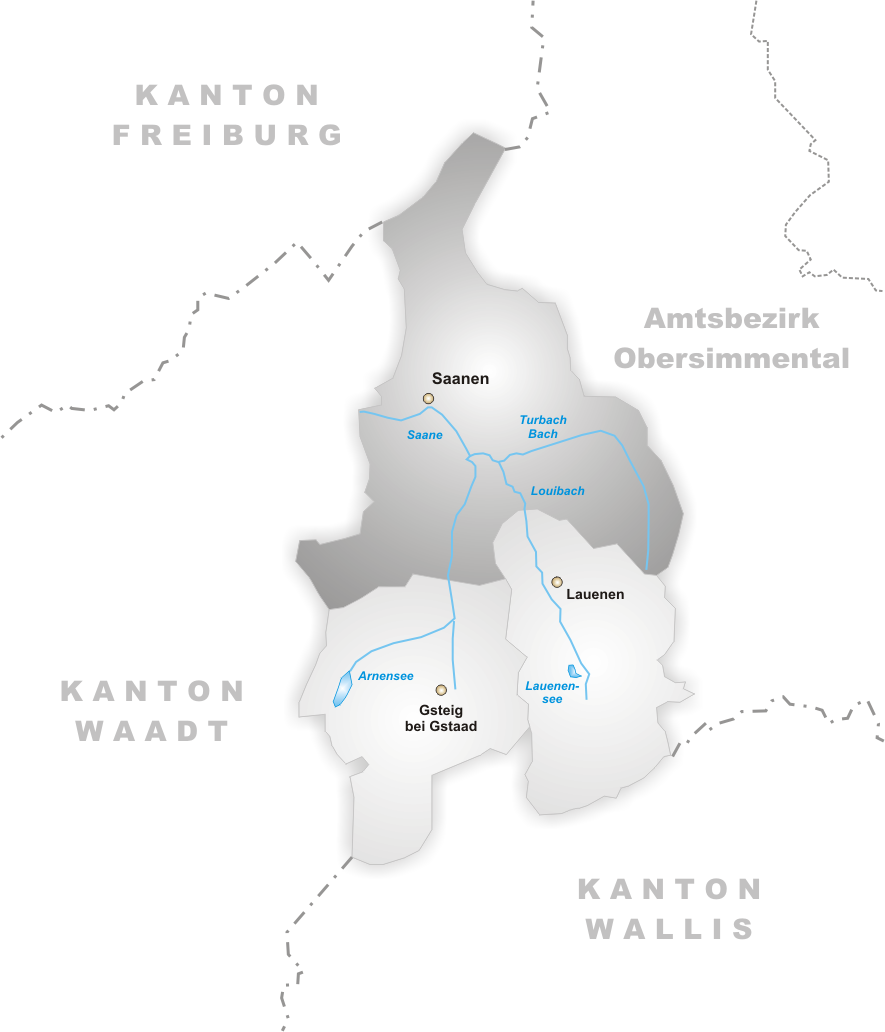
Localisation
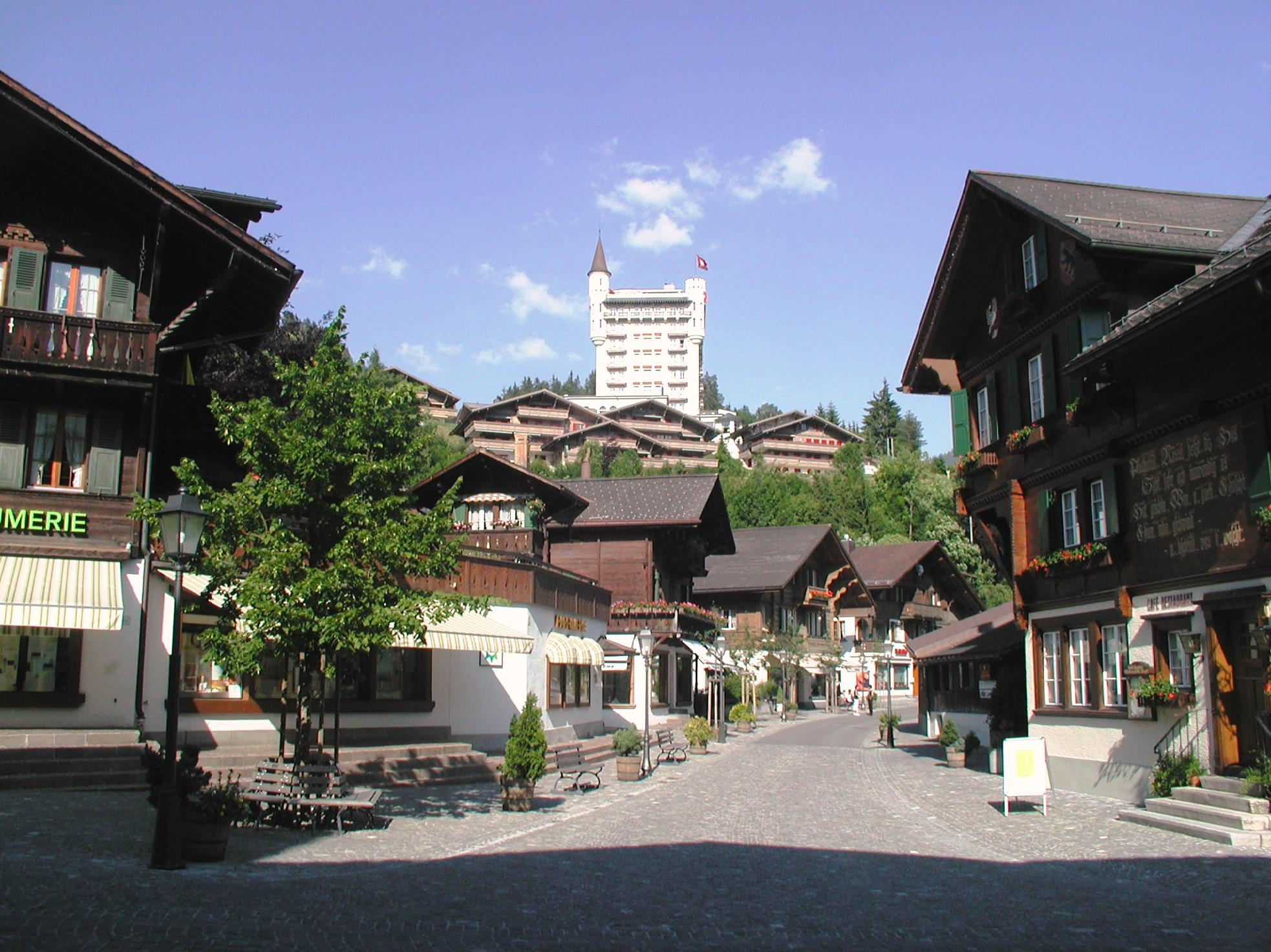
Vue de la rue piétonnière et du Gstaad Palace
Vue aérienne (1949)